# Дуравино (Вологодский район)
Дуравино — деревня в Вологодском районе Вологодской области.
Входит в состав Подлесного сельского поселения, с точки зрения административно-территориального деления — в Подлесный сельсовет.
Расстояние по автодороге до районного центра Вологды — 27 км, до центра муниципального образования Огарково — 14 км. Ближайшие населённые пункты — Погорелка, Мельниково, Винниково, Семёновское, Костино.
По переписи 2002 года население — 9 человек.